# Hamburger Liste für Ausländerstopp
Die Hamburger Liste für Ausländerstopp (HLA) war eine in Hamburg aktive, rechtsextreme Kleinstpartei. Sie trat ab ihrer Gründung 1982 bis 1991 bei den Wahlen zur Hamburgischen Bürgerschaft an, konnte jedoch nie ein Mandat erringen. 1998 verlor sie ihren Parteistatus.

## Programm
Die HLA thematisierte angebliche gesellschaftliche Probleme, die durch zugewanderte Menschen in Deutschland auftreten würden, wie „Überfremdung“ und Kriminalität gegen Deutsche. Sie war die erste Partei mit einem gegen Zuwanderer gerichteten Programm, die bei einer westdeutschen Landtagswahl antrat. Parteimitglieder verteilten in den 1980er Jahren in großem Umfang Flugblätter mit fremden- bzw. ausländerfeindlichen Inhalten. Zuletzt wandte sich die HLA gegen ein Wahlrecht für Ausländer und doppelte Staatsbürgerschaft.

## Geschichte
Die HLA wurde am 4. April 1982 gegründet, um an der Bürgerschaftswahl im Juni 1982 teilzunehmen. Hinter der Gründung standen ehemalige Mitglieder und Hamburger Funktionäre der Nationaldemokratischen Partei Deutschlands (NPD). Aus organisatorischen Gesichtspunkten selbstständig, gab es doch personelle Überschneidungen zwischen beiden Parteien, so war der Landesvorsitzende der Hamburger NPD, Ulrich Harder, jahrelang Vorsitzender der HLA. Nach der Gründung der HLA trat die NPD nicht mehr selbst zur Hamburger Bürgerschaftswahl an.
Bei den Bürgerschaftswahlen erreichte die HLA folgende Ergebnisse:
- Juni 1982: 6221 Stimmen (0,7 Prozent)
- Dezember 1982: 2804 Stimmen (0,3 Prozent)
- 1986: 6585 Stimmen (0,7 Prozent)
- 1987: 3826 Stimmen (0,4 Prozent)
- 1991: 5857 Stimmen (0,7 Prozent)[3]

Laut eigenen Angaben hatte die HLA Ende 1992 68 Mitglieder. Das Parteiorgan „HLANachrichten“ erschien bis 1997. 1998 verlor die HLA ihre Rechtsstellung als Partei im Sinne des Parteiengesetzes, da sie sechs Jahre an keiner Wahl teilgenommen hatte. 2001 war die Organisation laut Angaben des Hamburger Landesamtes für Verfassungsschutz völlig inaktiv.

## Personen (Auswahl)
- Ulrich Harder, Vorsitzender
- Michael Andrejewski (* 1959), Gründungsmitglied und stellvertretender Vorsitzender
- Christian Grabsch, Vorstandsmitglied
- Ulrich Thetard, Vorstandsmitglied